# Magasin de secteur du Bosmont
Le magasin de secteur du Bosmont est un magasin sous roc situé dans le massif du Bosmont, à Danjoutin.
À partir de 1893, cet ouvrage fut relié à un certain nombre d'autres forts autour de Belfort grâce à un chemin de fer stratégique.

## Description
|  |  |
|  |  |